# سار شانه‌به‌سر
سار شانه‌به‌سر (نام علمی: Fregilupus varius) نام یک گونه منقرض‌شده از تیره ساران است.
سار شانه‌به‌سر در جزایر ماسکارین در رئونیون زندگی می‌کرد تا این‌که در دهه ۱۸۵۰ میلادی نسل آن منقرض شد. چندین عامل برای انقراض این گونه پیشنهاد شده است، از جمله رقابت و شکار توسط گونه های مختلف، بیماری، جنگل‌زدایی و همچنین آزار و اذیت توسط انسان ها، که آن ها را برای غذا و به عنوان یک آفت محصولات کشاورزی شکار می‌کردند. این سار 30 سانتی‌متر (12 اینچ) طول داشت. جنس نر این گونه بزرگ‌تر بوده و نوک آن‌ها خمیدگی بیشتری داشته است. گزارش شده است که این پرنده در گله‌های بزرگ زندگی می‌کرد و همچنین در مناطق مرطوب و مرداب ها زندگی می کرد. عادات آن‌ها را می‌توان شبیه به عادات کلاغ توصیف کرد. سار شانه‌به‌سر همه‌چیزخوار بوده و از مواد گیاهی و حشرات تغذیه می‌کرد. آن‌ها دارای لگن قوی، پاها و پنجه‌های بزرگ و آرواره‌های قوی بودند. این پرندگان توسط مهاجران در رئونیون شکار می‌شدند و از آنها به عنوان حیوان خانگی نگهداری می‌کردند. 19 نمونه از این پرنده در موزه‌های سراسر جهان وجود دارد.